# Chojna (województwo wielkopolskie)
Chojna – wieś w Polsce, położona w województwie wielkopolskim, w powiecie wągrowieckim, w gminie Gołańcz.
W latach 1975–1998 miejscowość administracyjnie należała do województwa pilskiego.
Niedaleko wsi znajduje się RTCN Chojna.
Zobacz też: Chojna, Chojnata, Chojnatka, Chojnaty